# NGC 1272
NGC 1272 è una vasta galassia ellittica situata nella costellazione di Perseo, a una distanza di circa 176 milioni di anni luce dalla nostra Via Lattea.

## Scoperta
La galassia è stata scoperta il 14 febbraio 1863 dall'astronomo prussiano Heinrich d'Arrest.

## Gruppo di NGC 1272
NGC 1272 è la più vasta e la più luminosa di un gruppo di galassie che porta il suo nome. Il Gruppo di NGC 1272 comprende almeno 27 galassie, tra cui IC 309, NGC 1272, NGC 1281, NGC 1293 e NGC 1334.
Nel suo articolo Garcia include anche IC 1907 che è un duplicato di NGC 1278 e identifica quest'ultima con PGC 12405. Si tratta di un errore perché NGC 1278 corrisponde a PGC 12438 ed è molto più lontana delle altre galassie del gruppo di NGC 1272. Invece PGC 12405 appartiene a questo gruppo.
A sua volta, l'intero gruppo di NGC 1272 fa parte dell'Ammasso di Perseo (Abell 426).